# Oshino
Oshino (忍野村?) è un villaggio giapponese della prefettura di Yamanashi.